# Scorn
Pour le jeu vidéo, voir Scorn (jeu vidéo).
Scorn est le groupe britannique originaire de Birmingham, en Angleterre, actif entre 1991 et 2022. Il se composait notamment de Mick Harris, ancien batteur de Napalm Death.

## Histoire

### Débuts
Durant les quatre premières années, Harris est épaulé par son Nicholas Bullen, ancien bassiste et chanteur de Napalm Death. Justin Broadrick (Godflesh) participe au premier album de Scorn, Vae Solis, qui officie dans un style metal industriel proche de celui de son concitoyen, mais dans lequel apparaissent déjà des prémices des albums suivants.
Le groupe produit une musique expérimentale inspirée par la musique industrielle mais utilisant une base rythmique (basse et batterie) empruntée au dub. Il compte parmi les pionniers de l'illbient, style mêlant hip-hop, dub et ambient.
Mick Harris participe à la célèbre émission de Mary Anne Hobbs sur Radio 1 le 13 mars 2008. Il annonce la fin de Scorn en 2011, l'année suivant la sortie de son dixième album Refuse; Start Fires.

### Deuxième retour (2019–2022)
Le 17 janvier 2019, le label Ohm Resistance annonce que Scorn était de retour et qu'il sortirait un EP début 2019, suivi d'un album, composé de quatre nouveaux titres et intitulé Feather. L'album studio, Cafe Mor, sort en novembre et comprend une collaboration avec Jason Williamson de Sleaford Mods. Daniele Antezza de Dadub masterise l'album Harris avait l'intention de partir en tournée en 2020 avec un nouveau liveset Akai MPC, mais il est contraint d'annuler en raison de la pandémie de Covid-19. Il sort ensuite un album studio, The Only Place, en 2021, avec un titre en collaboration avec Kool Keith. En juin 2022, Mick Harris annonce un nouvel album de Scorn avec les guitares de Justin Broadrick et des contributions de Shane Embury[15], mais en août 2023, Mick Harris a posté une mise à jour indiquant que « Scorn est de nouveau mort » depuis fin 2022 et que « c'était une mauvaise erreur de le ramener après l'avoir arrêté en 2012 ». La dernière performance de Scorn a donc lieu en octobre 2022 au Kirkgate Centre, à Shipley, en Angleterre.

## Discographie

### Albums studio
- 1992 : Vae Solis (Earache)
- 1993 : Colossus (Earache)
- 1994 - Evanescence (Earache)
- 1995 - Gyral (Earache)
- 1996 - Logghi Barogghi (Earache)
- 1997 - Zander (KK Records)
- 2000 - Greetings from Birmingham (Hymen Records)
- 2002 - Plan B (Hymen Records)
- 2007 : Stealth (Jarring Effects/Ad Noiseam)
- 2010 : Refuse; Start Fires (Ohm Resistance)
- 2019 : Café Mor (Ohm Resistance)
- 2021 : The Only Place (Ohm Resistance)

### Singles et EP
- 1992 : Lick Forever Dog (Earache)
- 2011 : Yozza
- 2019 : Feather

### Albums remix
- 1995 : Ellipsis (remix d'Evanescence)

### Compilations
- 1999 : Anamnesis: Rarities 1994-1997

### Albums live
- 1997 : Whine (KK Records)
- 2004 : List of Takers (Vivo)